# ヤン・カールバート
ヤン・カールバート（Jan Karbaat, 1927年9月18日 - 2017年4月11日）は、オランダの医師。自身が運営する不妊治療のための医院で、精子提供を受ける女性たちに対して人工授精を行っていた。その際、指定された提供者の精子であると偽って自身の精子による人工受精を行い、数十人以上の女性に自身の子を妊娠・出産させていたことが2017年以降に疑われている。

## 経歴
カールバートはオランダのレイスウェイクの農家で6人兄弟の長男として生まれた。
結婚後に南アメリカのスリナムへ家族とともに移住。スリナムでは軍向けの医療に携わった。この時に不妊治療に興味を持ったという。
オランダに帰国して博士号を取得した後、ロッテルダム南病院で医療部長として働き始めた。その後、1973年にロッテルダム近郊のブレイドルプにて、オランダで唯一の人工授精を行うクリニックBijdorpを開設した。
カールバートはオランダ国内や海外から精子ドナーを集め、クリニック閉鎖までに6000人の女性患者と1万〜4万人の精子ドナーを集めていた。精子提供者は匿名となっていたが、子供の親を知る権利の議論が進み、生物学的な親が誰かを確認するため2004年からは公開されることになっている。

## 人工授精における不正
2009年1月、オランダ政府の機関、医療監査機関（Inspectie voor de Gezondheidszorg）はオランダの医療法WVKLの要件を満たさないとしてクリニックを閉鎖することを決定した。その後、クリニックが行った不正が明らかになった。
ある同じ精子ドナーで2回授精した女性は生まれてきた子供がDNAレベルで兄弟ではないと判断された。別の例では白人系の精子ドナーを使って体外受精したはずが、アスペルガー症候群を持つスリナム系の精子で受精したことが発覚した。このケースでは200人の子供が生まれてしまった可能性があると報道されている。またこれは、同じ精子ドナーで6人以上の子供を作ってはいけないという法律にも違反している。
2011年、カールバートは患者女性が授精するために自身の精子を使ったことがあると認めたが、DNA検査の協力は拒否した。その後の数年間でクリニックで受精して生まれた子供がカーバートの外見と似ていると気付かれ始めた。
カールバート死亡後の2017年6月、ロッテルダム裁判所はクリニックでカールバートの精子を使い受精し生まれた疑いのある23人の子供たちが生物学的な親は誰か知る権利があるとして、DNA検査の協力を拒否していたカールバートの私物を使ってDNA検査を行うことを認めた。2019年4月現在49人がDNAレベルでカールバートの子供であると認められており、この数は増える可能性がある。
カールバートは3度結婚しており、合法的に生まれた11人の子供がいる。
2021年2月現在、DNAレベルでカールバートの精子から生まれたと認定された数は79人になった。

## 映画とテレビ番組
2018年にオランダのドキュメンタリー映画監督ミリアム・グットマンにより「カールバートの種」という題でこの事件について22分の短編映画が公開された。この映画では元患者やカールバートの精子によって生まれた子供たちが思いを語っている。映画の最後ではインタビューに応じた全員が暗い廊下に立ちカメラを見つめて終わる。
短編映画からさらに3年後の2021年3月にグットマン監督によりオランダのテレビ局VPROで「Het zaad van Karbaat（カールバートの種）」という同題で3話構成のドキュメンタリー番組が放送された。この番組では新たにカールバートの元患者やカールバートの精子によって生まれた子供たちが集まり、インタビューに応じて出演している。「Seeds of Deceit」（偽りの種）という題でアメリカのサンダンス映画祭でも上映された。